# انکوسی جانسون
اِنکوسی جانسون (انگلیسی: Nkosi Johnson؛ زاده با نام Xolani Nkosi) (۴ فوریهٔ ۱۹۸۹ – ۱ ژوئن ۲۰۰۱) یک کودک اهل آفریقای جنوبی بود که با داشتن HIV و ایدز تا پیش از مرگ زودهنگامش در سن ۱۲ سالگی، تا حد زیادی در درک عمومی از همه گیر بودن و تأثیرات آن تأثیر داشت. او از نظر شبکه تلویزیونی SABC 3 در میان بزرگان آفریقای جنوبی در رده پنجم قرار گرفت. در زمان مرگ، او طولانی‌ترین عمر را در میان کودکی داشت که در آفریقای جنوبی با HIV متولد شده بودند.

## بزرگداشت
- زندگی انکوسی موضوع کتاب ما همه یکسانیم اثر جیم ووتن است.[۳]
- ام.ک اسانته کتاب شعر خود به نام زیبا و همچنین بیش از حد زشت را در سال ۲۰۰۵ به او اختصاص داد. این کتاب همچنین شعری با عنوان «روح انکوسی جانسون» دارد.[۴]
- ترانه‌ای با عنوان «هرچه می‌توانی بکن» با زیرنویس آهنگ انکوسی توسط گروه موسیقی معنوی دووشن اجرا شد.
- سخنان انکوسی الهام بخش آهنگ «همه ما یکسانیم» است که توسط NALEDi در ژوئن سال ۲۰۰۱ نوشته شده‌است. این آهنگ در آلبوم او در سال ۲۰۰۳ در فیلم در باران ضبط و منتشر شد.
- دفتر مرکزی CAFCASS در دپارتمان آموزش و مهارت (ساختمان‌های پناهگاه)، لندن دارای یک اتاق جلسات به نام جانسون است.
- دانشگاه استلنبوش دارای اقامتگاهی به نام وی در پردیس پزشکی خود در تایگربرگ است.
- گوگل در ۴ فوریه سال ۲۰۲۰ گوگل دودل خود را به افتخار ۳۱مین سالگرد تولد انکوسی جانسون به او اختصاص داد.[۵]